# Volkswagen Challenger 2006
Il Volkswagen Challenger 2006 è stato un torneo di tennis facente parte della categoria ATP Challenger Series nell'ambito dell'ATP Challenger Series 2006. Il torneo si è giocato a Wolfsburg in Germania dal 27 febbraio al 5 marzo 2006 su campi in sintetico indoor.

## Vincitori

### Singolare
Alexander Waske ha battuto in finale  Wang Yeu-tzuoo con il punteggio di 6–2, 6–4

### Doppio
Jean-Claude Scherrer /  Uros Vico hanno battuto in finale  Frank Moser /  Sebastian Rieschick con il punteggio di 7–6(3), 6(5)–7, [10-8]